# Juoksengi
Juoksengi (ook wel Juoxengi) is een dorp binnen de Zweedse gemeente Övertorneå. Juoksengi is na Övertorneå zelf het grootste dorp binnen de gemeente. Juoksengi is een van de meest langgerekte dorpen van Zweden. Het heeft inmiddels Niskanpää en Lampisenpää (genoemd naar de families Niksan en Lampinen; pää staat voor deel van dorp) opgeslokt en vormt daarmee een 7 kilometer lintbebouwing langs zowel de Torne als de Riksväg 99.
Het heeft de (toeristische) bijnaam Poolcirkeldorp; de poolcirkel snijdt door het dorp. Het dorp is een van de oudste nederzettingen binnen de gemeente. Het wordt al genoemd in de middeleeuwen, met in de 16e eeuw een 15-tal akkers.

## Verklaring
Waar de naam Juoksengi vandaan komt is niet geheel duidelijk. Eén verklaring is dat het is afgeleid van het Samische Juoksa, hetgeen boog betekent. De stroming van de Torne heeft hier de vorm van een boog, als in boogschieten. Een andere verklaring is dat de naam van het dorp is terug te voeren op de familienaam Juoksa. Eerdere aanduidingen van het dorp luidden Jwxenge, Joxenge en Juxenhe.
Net als bij Övertorneå worden de Finse en Zweedse namen door elkaar gebruikt. De dorpen worden aan beide zijden van de rivier met de twee namen aangeduid.

## Ontspanning
Vanwege de ligging op de poolcirkel wordt in Juoksengi niet alleen Midzomer gevierd, maar ook midwinter. Tevens viert men tweemaal nieuwjaar. Voor de eerste viering steekt men de Torne over naar het Finse Juoksenki om het te vieren, om het daarna in Zweden op nieuw te vieren, tussendoor gaat men dan zwemmen in een wak in de dan altijd bevroren Torne. Een rechtstreekse wegverbinding tussen de beide dorpen is er trouwens niet. Op de plaats waar de poolcirkel het dorp doorsnijdt is het Poolcirkelhuis (Polcirkelhuset) neergezet, een ontspanningsgelegenheid.